# Petrificació

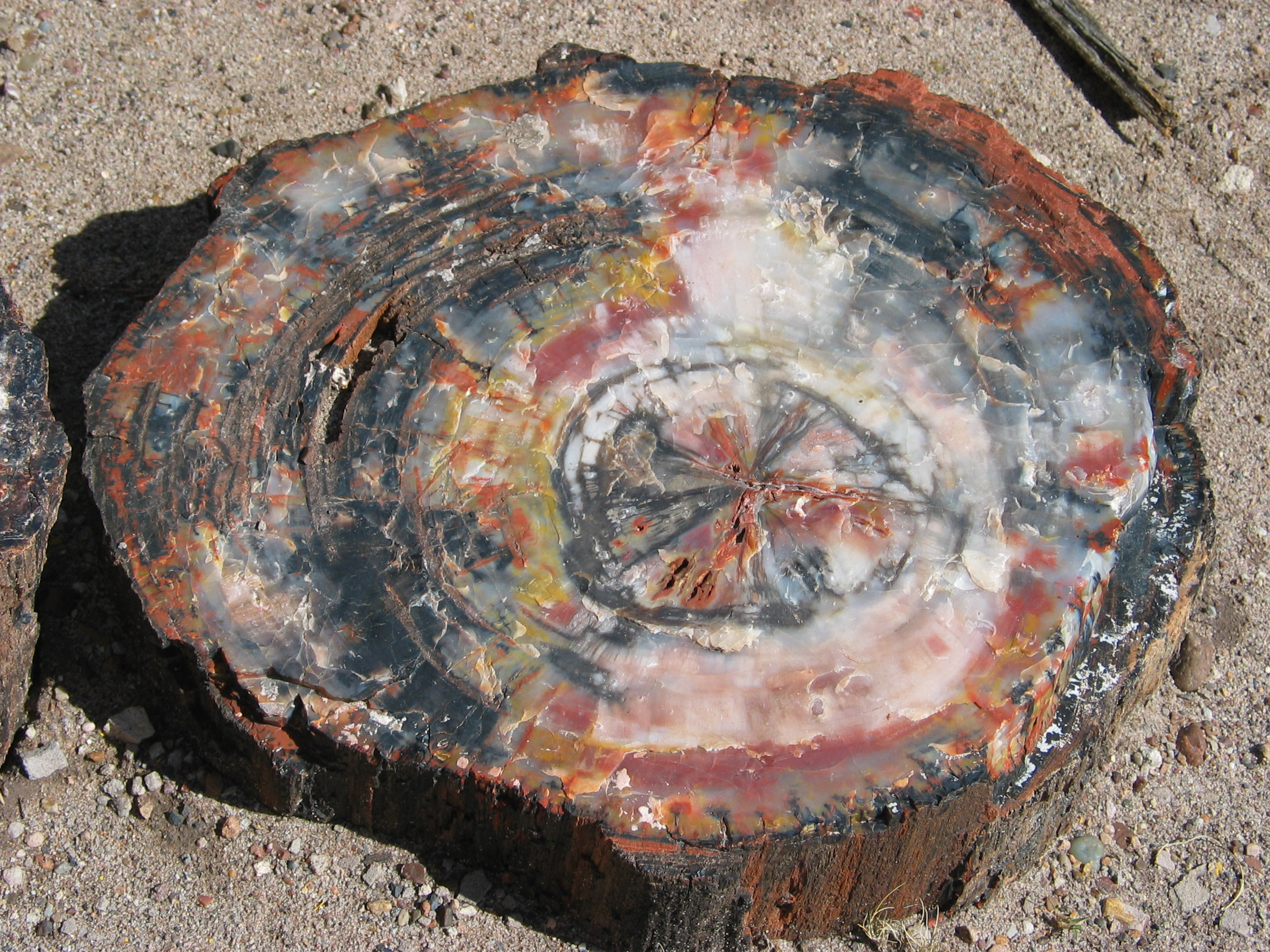
Fusta petrificada per permineralizació amb sílice (silicificació).

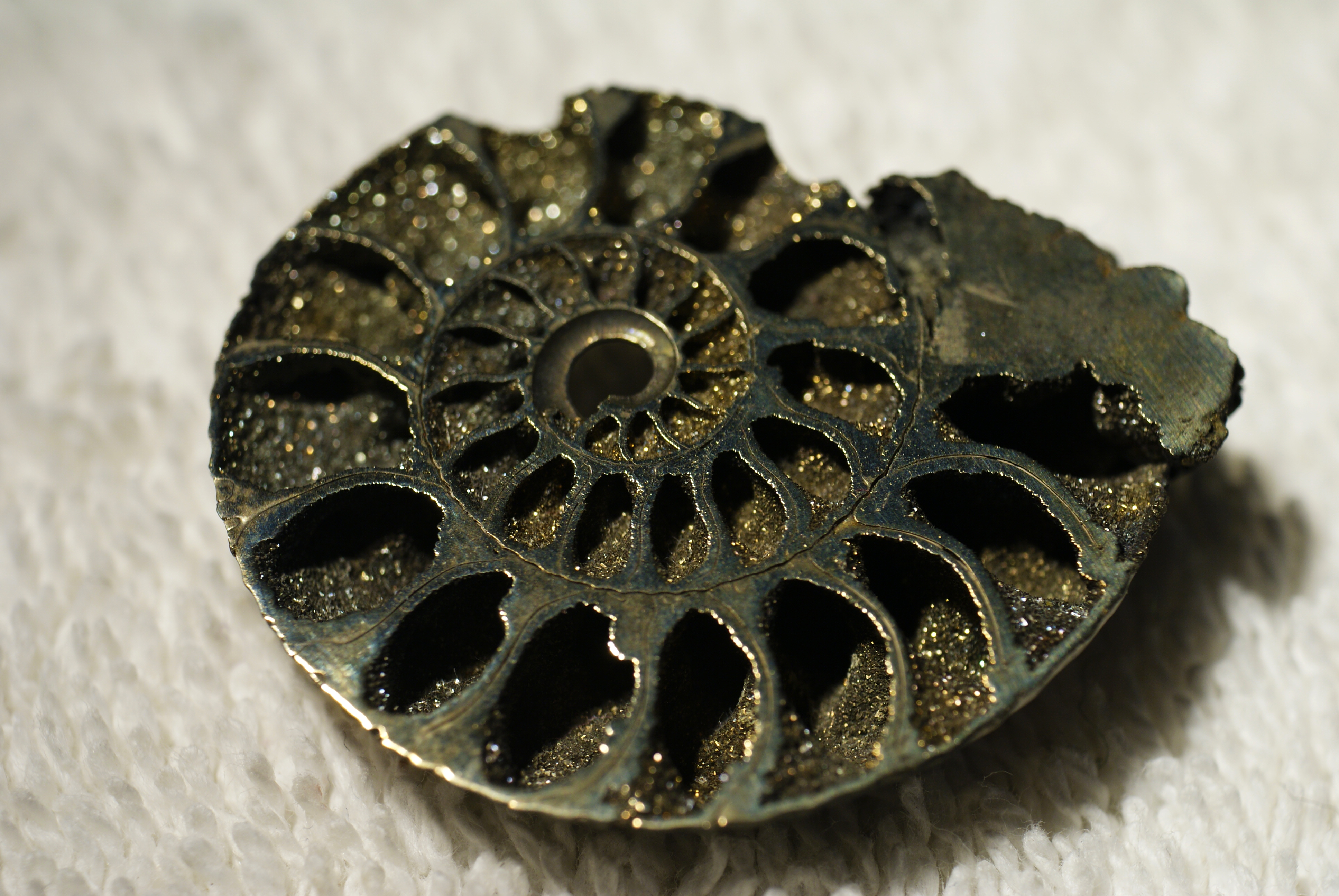
Concha fòssil piritizada d'amonites.

Petrificar (del llatí petra (pedra) i -ficar) es refereix a convertir o transformar alguna cosa en pedra, en algun altre material dur o simplement,endurir-la. També es refereix a deixar a algú paralitzat de terror o sorpresa.

## Petrificació en la naturalesa
La mineralització o litificació és el cas més freqüent de petrificació (que en aquest cas seria el terme vulgar). Un cos orgànic enterrat entre capes geològiques, perd, per putrefacció i descomposició, la matèria orgànica; però si els espais buits són emplenats per substàncies minerals en dissolució aportades per les aigües que impregnen el terreny, el cos o resta orgànica, s'haurà mineralitzat (petrificat), transformant-se en roca (pedra). En els ossos es coneix el seu grau avançat de fossilització per mineralització, perquè són molt més densos i pesats que quan no estan fossilitzats.
En general la substància «fosilitzant» més comuna és el carbonat càlcic. També ho són la sílice, els òxids i els carbonats de ferro; més rares vegades el sofre, com passa en els mol·luscs fòssils de Libros (Terol), i en algun cas, la pirita i el guix.
Algunes vegades la mineralització es realitza reemplaçant la matèria orgànica original partícula a partícula, gairebé molècula a molècula. Aquest cas es denomina permineralització i se sol conservar l'estructura microscòpica del cos.
En el cas de sediments que es transformen en roques consolidades s'usa el terme litificació.

## En la mitologia
Es pot visualitzar en mites i llegendes, certs actes de petrificació com:
- En el conte del rei Mides, li van fer un encanteri perquè tot el que toqués es convertís en or.
- En la mitologia grega una de les Gorgones, la Medusa, va ser condemnada al fet que tot el que veiés amb els seus ulls es transformés en pedra.
- Diversos animals mitològics en diferents cultures posseeixen, segons les llegendes, la propietat de petrificar. L'exemple més conegut és el del basilisc, que es deia que podia matar o petrificar amb la mirada.
- Al conte d'origen català Aigua de vida els germans són petrificats per no fer cas dels consells